# Округ Марион (Илиноис)
Округ Марион (енгл. Marion County) је округ у америчкој савезној држави Илиноис.

## Демографија
По попису из 2010. године број становника је 39.437, што је 2.254 (-5,4%) становника мање 2000. године.
| Група             | 2000.          | 2010.          |
| Белци             | 38.951 (93,4%) | 36.456 (92,4%) |
| Афроамериканци    | 1.598 (3,8%)   | 1.557 (3,9%)   |
| Азијати           | 237 (0,6%)     | 224 (0,6%)     |
| Хиспаноамериканци | 378 (0,9%)     | 542 (1,4%)     |
| Укупно            | 41.691         | 39.437         |